# Introduction (Film)
Introduction (인트로덕션, Inteurodeoksyeon) ist ein Spielfilm von Hong Sang-soo, der im Juni 2021 im Rahmen der Internationalen Filmfestspiele Berlin seine Premiere feierte, wo er im Wettbewerb gezeigt wurde.

## Handlung
Kapitel 1
Der gutaussehende, Anfang 20-jährige Young-ho bittet seine Freundin Ju-won in einem Café auf ihn zu warten, während er seinen Vater in dessen Praxis besucht. Der Vater ist Arzt für Naturheilkunde und hatte seinen Sohn gebeten, bei ihm vorbeizuschauen. Unerwartet wird der Vater von einem berühmten Schauspieler aufgesucht, mit dem er befreundet ist. Während dieser mit Akupunkturnadeln versehen zu schlafen versucht, wird auch Young-ho  beim Warten sehr müde. Die Arzthelferin versucht Young-ho zu vertrösten und erinnert ihn daran, dass er als Kind in sie verliebt war. Die Frage, ob er sie immer noch liebt, bejaht er fröhlich und umarmt sie freundschaftlich.
Kapitel 2
Ju-won ist gerade in Berlin angekommen, wo ihre Mutter lebt. Bis sie etwas eigenes findet, kommt sie in der Wohnung einer Freundin der Familie unter, die als Malerin arbeitet. Alles ist noch neu für sie, so auch die Misteln in den Bäumen vor dem Haus, die man in ihrer Heimat nicht kennt. Ju-won will in Berlin Modedesign studieren. Überraschend meldet sich ihr Freund Young-ho bei ihr, der ganz spontan einen Flug nach Berlin gebucht hatte. Sie will mit ihm zusammen in einem Hotel übernachten. Um das Geld macht er sich keine Sorgen, denn sein Vater hat genug davon, wie seine Mutter immer sagt. Er scheint die räumliche Trennung von Ju-won nicht zu verkraften und erzählt ihr von seiner Idee, möglicherweise auch in Berlin ein Studium zu beginnen. Sie freut sich darauf.
Kapitel 3

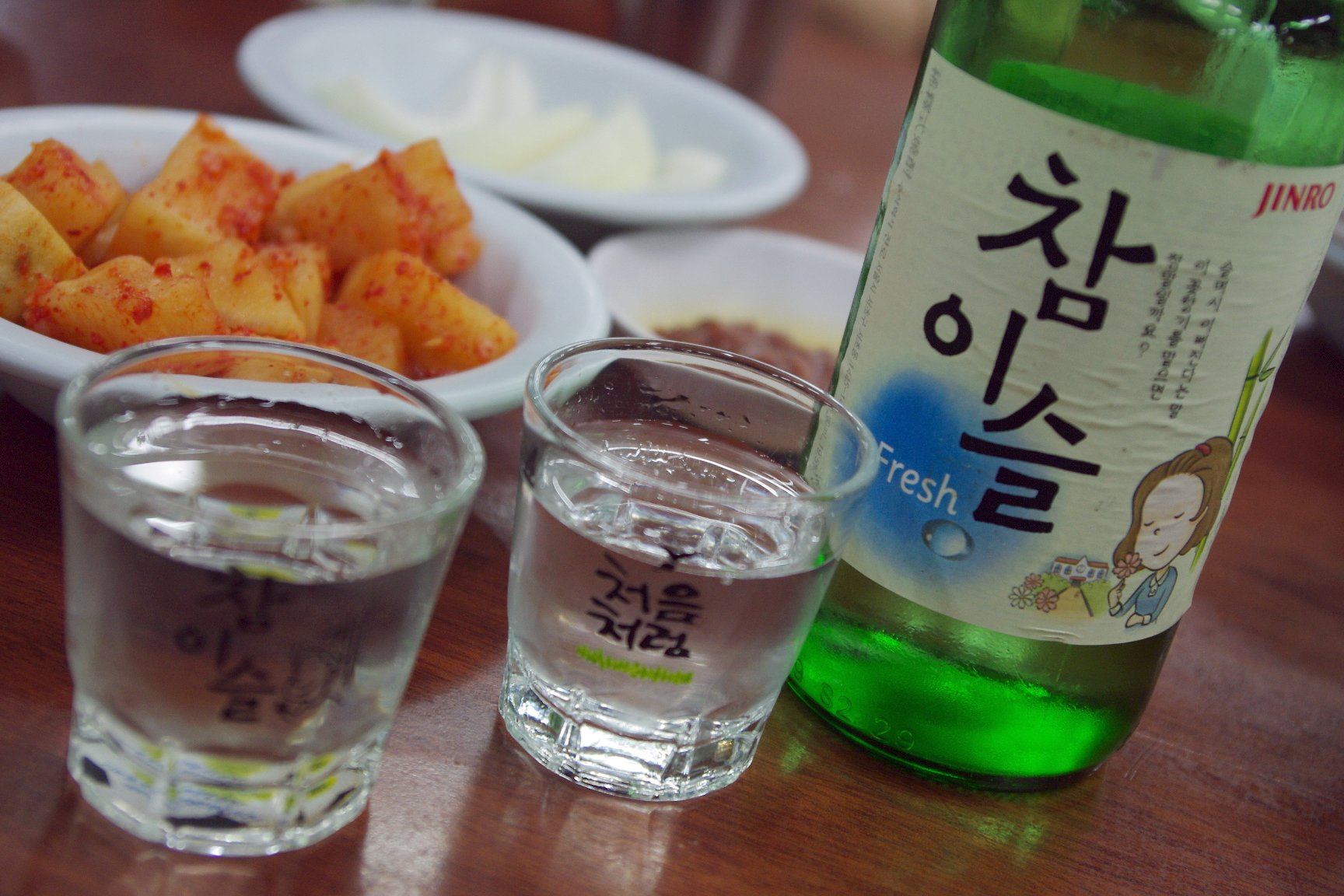
Der alte Schauspieler schenkt Young-ho und Jeong-soo ein Glas Soju nach dem anderen ein

Young-ho ist mit seinem Kumpel Jeong-soo in ein Resort an der Küste gekommen. Seine Mutter wartet dort auf ihn. Sie hat ein gemeinsames Essen mit dem Schauspieler arrangiert, mit dem sie befreundet ist. Jeong-soo ist sehr aufgeregt wegen des Treffens mit dem berühmten Mann. Nachdem der alte Schauspieler die beiden jungen Männer darauf eingeschworen hat, nicht betrunken zu werden, schenkt er ihnen ein Glas Soju nach dem anderen ein, das sie stets nach dem gleichen Ritual leeren. Sie legen eine Hand auf die Brust, schauen nach links und trinken in einem Schluck. Die Mutter fädelte das Treffen ein, damit der Schauspieler ihren Sohn darin bestärkt, ebenfalls Schauspieler zu werden. Der hat Bedenken bekommen, als er kürzlich beim Dreh eines Schülerfilms eine Kussszene ablehnte, weil er schließlich eine Freundin hat. Tatsächlich weiß er gar nicht, ob diese mit einer solchen Szene überhaupt ein Problem gehabt hätte. Die Mutter macht deutlich, dass er wegen einer solchen Kleinigkeit nicht seinen Berufswunsch aufgeben soll. Er will die Liebe jedoch nicht spielen, da ihm dies unmoralisch erscheint. Der alte Schauspieler kann dies nicht nachvollziehen und sieht darin auch nichts Falsches. Aufbrausend weist er den jungen Mann zurecht, der daraufhin mit seinem Kumpel in Panik, aber dennoch höflich, das Restaurant verlässt.
Während Young-ho im Auto seinen Rausch ausschläft, begegnet er in einer Traumsequenz seiner früheren Freundin Ju-won, die darin zufällig im gleichen Hotel wie seine Mutter übernachtet. Ihr deutscher Mann habe sich inzwischen von ihr getrennt, weil sie aufgrund einer unheilbaren Erkrankung ihr Augenlicht zu verlieren droht. Wieder erwacht, läuft Young-ho ins Meer und wird von der Brandung umgerissen. Frierend kehrt er zurück ans Ufer. Er sieht seine Mutter auf dem Hotelbalkon stehen, will ihr aber nicht zuwinken.

## Produktion

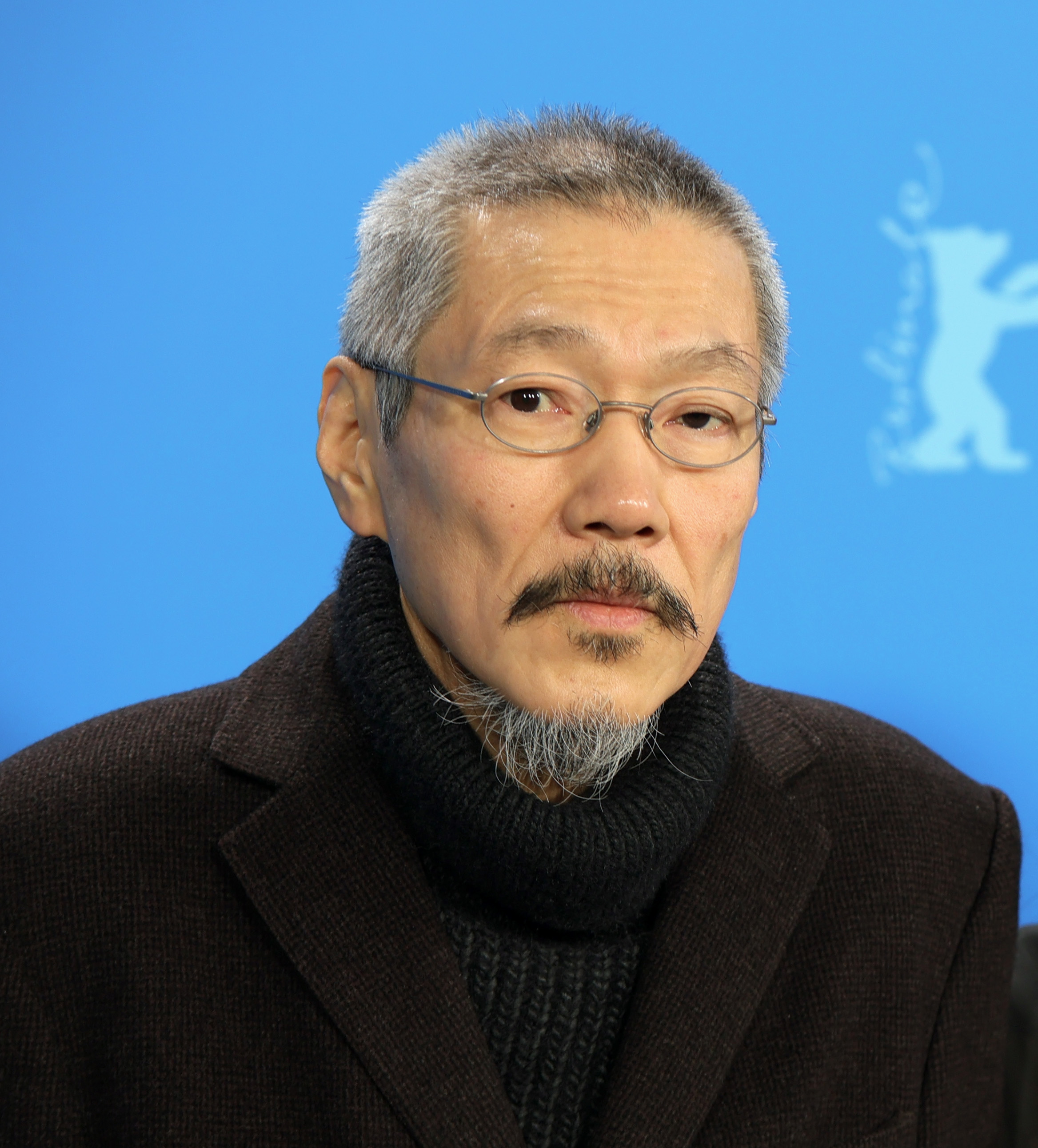
Regisseur Hong Sang-soo

Hong Sang-soo inszenierte mit Introduction seinen 25. Spielfilm.
Der Film wurde teilweise in Berlin gedreht.
Im Juni 2021 wurde der Film im Rahmen der Internationalen Filmfestspiele Berlin im Wettbewerb gezeigt. Dort erfolgten ab 10. Juni 2021 Vorstellungen beim Open Air stattfindenden Summer Special. Ende August 2021 wurde er beim Filmfestival Karlovy Vary gezeigt, Ende September, Anfang Oktober 2021 beim New York Film Festival und hiernach beim Busan International Film Festival. Ende Oktober 2021 wurde der Film bei der Viennale vorgestellt. Der Kinostart in Österreich erfolgte am 8. April 2022.

## Rezeption

### Kritiken
Von den bei Rotten Tomatoes aufgeführten Kritiken sind bislang 81 Prozent positiv.

### Auszeichnungen
Internationale Filmfestspiele Berlin 2021
- Nominierung für den Goldenen Bären (Hong Sang-soo)
- Auszeichnung mit dem Silbernen Bären für das Beste Drehbuch (Hong Sang-soo)
- Nominierung für den Berlinale-Publikums-Preis[10]